# Supertaça Portuguesa de Andebol Feminino
A Supertaça Portuguesa de Andebol Femino é um troféu de andebol que se disputa todos os anos desde 1983.
Em jogo único, o troféu é disputado entre o vencedor do Campeonato Nacional Andebol Feminino e o vencedor da Taça de Portugal de Andebol Feminino. No caso de o mesmo clube se sagrar Campeão Nacional e vencer a Taça de Portugal (dobradinha) disputa-se um jogo entre o clube que ganhou o Campeonato e o que foi derrotado na final do Campeonato. Tradicionalmente, o jogo inaugura a época seguinte mas é referente à época anterior.

## Edições
| Prova disputada em jogo único |                                                 |                |                  |                                                      |                                                      |                                                      |
| Edição                        | Campeão Nacional                                | Res.           | Vencedor da Taça | Local                                                | Local                                                | Local                                                |
| 1983                          | AD Oeiras                                       | –              | Campo de Ourique |                                                      |                                                      |                                                      |
| 1984                          | SL Benfica                                      | –              | AD Oeiras        |                                                      |                                                      |                                                      |
| 1985                          | Não realizado.                                  | Não realizado. | Não realizado.   |                                                      |                                                      |                                                      |
| 1986                          | Não realizado.                                  | Não realizado. | Não realizado.   |                                                      |                                                      |                                                      |
| 1988                          | Ginásio do Sul                                  | –              | SL Benfica       |                                                      |                                                      |                                                      |
| 1989                          | Não realizado.                                  | Não realizado. | Não realizado.   |                                                      |                                                      |                                                      |
| 1990                          | Não realizado.                                  | Não realizado. | Não realizado.   |                                                      |                                                      |                                                      |
| 1991                          | Colégio Gaia                                    | –              | SL Benfica*      |                                                      |                                                      |                                                      |
| 1992                          | SL Benfica                                      | –              | Colégio Gaia     |                                                      |                                                      |                                                      |
| 1993                          | SL Benfica                                      | –              | AC Funchal       |                                                      |                                                      |                                                      |
| 1994                          | Sports Madeira                                  | –              | AC Funchal       |                                                      |                                                      |                                                      |
| 1995                          | Sports Madeira                                  | –              | União Almeirim*  |                                                      |                                                      |                                                      |
| 1996                          | Sports Madeira                                  | –              |                  |                                                      |                                                      |                                                      |
| 1997                          | Sports Madeira                                  | –              | AC Funchal       |                                                      |                                                      |                                                      |
| 1998                          | AC Funchal                                      | –              | Colégio Gaia     |                                                      |                                                      |                                                      |
| 1999                          | Madeira SAD                                     | –              |                  |                                                      |                                                      |                                                      |
| 2000                          | Madeira SAD                                     | –              |                  |                                                      |                                                      |                                                      |
| 2001                          | Madeira SAD                                     | –              |                  |                                                      |                                                      |                                                      |
| 2002                          | Madeira SAD                                     | –              |                  |                                                      |                                                      |                                                      |
| 2003                          | Madeira SAD                                     | –              |                  |                                                      |                                                      |                                                      |
| 2004                          | Madeira SAD                                     | –              |                  |                                                      |                                                      |                                                      |
| 2005                          | Madeira SAD                                     | –              |                  |                                                      |                                                      |                                                      |
| 2006                          | Madeira SAD                                     | –              |                  |                                                      |                                                      |                                                      |
| 2007                          | Madeira SAD                                     | –              |                  |                                                      |                                                      |                                                      |
| 2008                          | Madeira SAD                                     | –              |                  |                                                      |                                                      |                                                      |
| 2009                          | Madeira SAD                                     | –              |                  |                                                      |                                                      |                                                      |
| 2010                          | CDES Gil Eanes                                  | –              | Madeira SAD      |                                                      |                                                      |                                                      |
| 2011                          | CDES Gil Eanes                                  | –              | Madeira SAD      |                                                      |                                                      |                                                      |
| 2012                          | Madeira SAD                                     | –              |                  |                                                      |                                                      |                                                      |
| 2013                          | Alavarium                                       | –              | Madeira SAD      |                                                      |                                                      |                                                      |
| 2014                          | Alavarium                                       | –              | Madeira SAD      |                                                      |                                                      |                                                      |
| 2015                          | Alavarium                                       | 22 – 24        | Madeira SAD      |                                                      |                                                      |                                                      |
| 2016                          | Madeira SAD                                     | 28 – 18        | Sports Madeira   |                                                      |                                                      |                                                      |
| 2017                          | Colégio Gaia                                    | 16 – 21        | Madeira SAD      |                                                      |                                                      |                                                      |
| 2018                          | Madeira SAD                                     | 29 – 19        | SIR 1.º de Maio  | Fórum Braga, Braga                                   | Fórum Braga, Braga                                   | Fórum Braga, Braga                                   |
| 2019                          | Colégio de Gaia                                 | 28 – 21        | Sports Madeira   | Pavilhão Multiusos de Lamego, Lamego                 | Pavilhão Multiusos de Lamego, Lamego                 | Pavilhão Multiusos de Lamego, Lamego                 |
| 2021                          | Associação Recreativa e Cultural de Alpendorada | 27 – 21        | Madeira SAD      | Pavilhão Desportivo Cidade de Viseu, Viseu           | Pavilhão Desportivo Cidade de Viseu, Viseu           | Pavilhão Desportivo Cidade de Viseu, Viseu           |
| 2022                          | SL Benfica                                      | 33 – 23        | Colégio de Gaia  | Pavilhão Multiusos de Gondomas, Gondomar             | Pavilhão Multiusos de Gondomas, Gondomar             | Pavilhão Multiusos de Gondomas, Gondomar             |
| 2023                          | SL Benfica                                      | 36 – 33        | Madeira SAD      | Pavilhão Municipal de Castelo Branco, Castelo Branco | Pavilhão Municipal de Castelo Branco, Castelo Branco | Pavilhão Municipal de Castelo Branco, Castelo Branco |

Os vencedores da Supertaça encontram-se assinalados com destaque colorido. 
Os clubes assinalados em itálico participaram na Supertaça como finalistas vencidos da Taça de Portugal, em virtude do Campeão Nacional ter feito a dobradinha (conquista do Campeonato e da Taça de Portugal na mesma época). Clubes assinalados com asterisco substituíram o vencedor da Taça de Portugal pois estes decidiram não participar.

## Títulos por clube
| Clube                                           | Vit. | Anos |
| ----------------------------------------------- | ---- | --- |
| Madeira SAD                                     | 20   | 1999, 2000, 2001, 2002, 2003, 2004, 2005, 2006, 2007, 2008, 2009, 2010, 2011, 2012, 2013, 2014, 2015, 2016, 2017, 2018 |
| SL Benfica                                      | 4    | 1991, 1993, 2022, 2023                                                                                                 |
| Colégio Gaia                                    | 3    | 1992, 1998, 2019 |
| Sports Madeira                                  | 2    | 1994, 1996 |
| Campo de Ourique                                | 1    | 1983 |
| AD Oeiras                                       | 1    | 1984 |
| AC Funchal                                      | 1    | 1997 |
| União Almeirim                                  | 1    | 1995 |
| Ginásio do Sul                                  | 1    | 1988 |
| Associação Recreativa e Cultural de Alpendorada | 1    | 2021 |